# Torriana
Torriana ist eine Fraktion der italienischen Gemeinde (comune) Poggio Torriana in der Provinz Rimini, Region Emilia-Romagna.

## Geografie
Der Ort liegt etwa 17 km südwestlich von Rimini und 4 km nordwestlich von San Marino an der Ostseite des gleichnamigen Berges auf der orographisch linken Seite des Flusses Marecchia an den Ausläufern des toskanisch-emilianischen Apennin unweit der Grenze zur Provinz Forlì-Cesena. 

## Geschichte

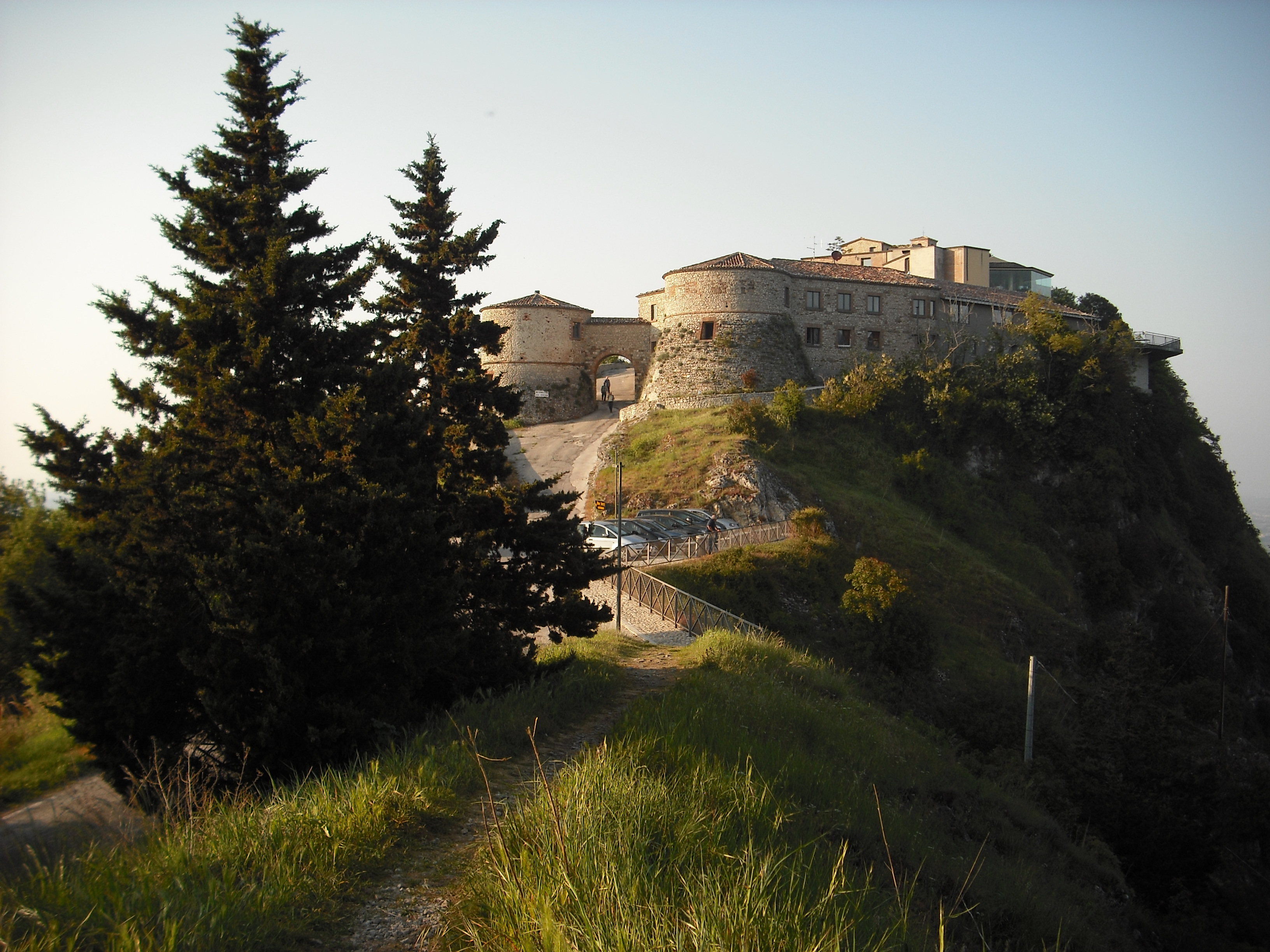
Das Castello Due Torri

Die Burganlage Due Torri oberhalb des Ortes wurde 1141 erstmals urkundlich erwähnt und ist eng mit den Namen der Familie Malatesta verbunden. Bis 1938 hieß der Ort Scorticata. Torriana war bis 2013 eine eigenständige Gemeinde und schloss sich am 1. Januar 2014 mit der Nachbargemeinde Poggio Berni zur neuen Gemeinde Poggio Torriana zusammen. Zum Gemeindegebiet gehörten auch die Ortsteile Bruciatini, Colombare, Franzolini, Gemmiano und Montebello. Nachbargemeinden waren Borghi (FC), Novafeltria, Poggio Berni, San Leo, Sogliano al Rubicone (FC) und Verucchio. Im Osten begrenzte die Marecchia die Gemeinde. 
Im ehemaligen Ortsteil Montebello befinden sich noch weite Überreste aus der Römerzeit aus dem 3. Jahrhundert nach Christus.